# 池村正道
池村 正道（いけむら まさみち、1948年〈昭和23年〉12月2日 - ）は、日本の法学者、弁護士。日本大学名誉教授。
同じく行政法学者で秋田大学・白鷗大学名誉教授の池村好道（いけむら よしみち、1953年 - ）は実弟。

## 略歴
この節の出典
- 1968年3月：新潟県立高田高等学校 卒業
- 1972年3月：日本大学法学部法律学科 卒業
- 1975年3月：明治大学大学院法学研究科 修士課程 修了
- 1975年4月 ‐ 1977年3月：明治大学大学院法学研究科 特殊研究生
- 1983年3月：専修大学大学院法学研究科 博士課程 単位取得満期退学
- 1983年4月 ‐ 1986年6月：日本大学法学部 助手
- 1986年7月 ‐ 1995年3月：日本大学通信教育部 専任講師
- 1987年4月 ‐ 2008年3月：東京理科大学理工学部 非常勤講師
- 1989年4月 ‐ 1998年3月：千葉短期大学 非常勤講師
- 1991年4月 ‐ 1996年3月：文教大学情報学部 非常勤講師
- 1995年4月 ‐ 2001年3月：日本大学通信教育部 助教授
- 1996年4月 ‐ 1997年3月：日本社会事業大学社会福祉学部 非常勤講師
- 2001年4月 ‐ 2003年3月：日本大学法学部 助教授
- 2002年4月 ‐ 2003年3月：千葉経済大学経済学部 非常勤講師
- 2003年4月 ‐ 2019年3月：日本大学法学部 教授
- 2003年4月 ‐ 2008年3月：国士舘大学法学部 非常勤講師
- 2004年4月 ‐ 2011年3月：日本大学大学院法務研究科 教授
- 2004年8月：弁護士登録（東京弁護士会）
- 2005年3月 ‐ 2006年3月：ロンドン大学 特別研究員
- 2006年4月 ‐ 2019年3月：日本大学大学院法学研究科 教授
- 2015年7月 ‐ 2018年6月：日本大学法学部長・大学院法学研究科長・大学院新聞学研究科長
- 2015年7月 ‐ 2018年3月：日本大学大学院知的財産研究科長
- 2015年7月 ‐ 2018年6月：日本大学 評議員
- 2017年9月 ‐ 2018年6月：日本大学 副学長